# Lista över fornlämningar i Flens kommun (Dunker)
Lista över fornlämningar i Flens kommun (Dunker) är en förteckning av ett urval av de fornlämningar som finns i Dunker i Flens kommun.
| Namn                                   | Lämningstyp             | Tillkomsttid | Historisk indelning  | Plats  | Läge                 | ID-nr          | Bild                                 |
| -------------------------------------- | ----------------------- | ------------ | -------------------- | ------ | -------------------- | -------------- | ------------------------------------ |
| Pers backe (Dunker 1:1)                | Gravfält                |              | Dunker, Södermanland |        | 59.163215, 16.812302 | 10031700010001 | Ladda upp en bild av detta fornminne |
| Dunker 2:1                             | Hög                     |              | Dunker, Södermanland |        | 59.162907, 16.813814 | 10031700020001 | Ladda upp en bild av detta fornminne |
| Dunker 8:1                             | Stensättning            |              | Dunker, Södermanland |        | 59.163768, 16.842528 | 10031700080001 | Ladda upp en bild av detta fornminne |
| Dunker 8:2                             | Stensättning            |              | Dunker, Södermanland |        | 59.163672, 16.841907 | 10031700080002 | Ladda upp en bild av detta fornminne |
| Dunker 9:1                             | Gravfält                |              | Dunker, Södermanland |        | 59.164341, 16.845275 | 10031700090001 | Ladda upp en bild av detta fornminne |
| Dunker 12:1                            | Gravfält                |              | Dunker, Södermanland |        | 59.178893, 16.676736 | 10031700120001 | Ladda upp en bild av detta fornminne |
| Dunker 16:1                            | Gravfält                |              | Dunker, Södermanland |        | 59.179927, 16.685699 | 10031700160001 | Ladda upp en bild av detta fornminne |
| Sö 315 (Dunker 19:1)                   | Runristning             |              | Dunker, Södermanland | Sundby | 59.161853, 16.699553 | 10031700190001 | Ladda upp en bild av detta fornminne |
| Dunker 21:1                            | Gravfält                |              | Dunker, Södermanland |        | 59.160392, 16.707084 | 10031700210001 | Ladda upp en bild av detta fornminne |
| Dunker 23:1                            | Gravfält                |              | Dunker, Södermanland |        | 59.165666, 16.703888 | 10031700230001 | Ladda upp en bild av detta fornminne |
| Dunker 24:1                            | Gravfält                |              | Dunker, Södermanland |        | 59.166141, 16.701713 | 10031700240001 | Ladda upp en bild av detta fornminne |
| Dunker 25:1                            | Stensättning            |              | Dunker, Södermanland |        | 59.164917, 16.690187 | 10031700250001 | Ladda upp en bild av detta fornminne |
| Dunker 25:2                            | Stensättning            |              | Dunker, Södermanland |        | 59.164923, 16.690050 | 10031700250002 | Ladda upp en bild av detta fornminne |
| Dunker 26:1                            | Gravfält                |              | Dunker, Södermanland |        | 59.171871, 16.684708 | 10031700260001 | Ladda upp en bild av detta fornminne |
| Dunker 29:1                            | Stensättning            |              | Dunker, Södermanland |        | 59.186593, 16.644842 | 10031700290001 | Ladda upp en bild av detta fornminne |
| Dunker 31:1                            | Gravfält                |              | Dunker, Södermanland |        | 59.161838, 16.754506 | 10031700310001 | Ladda upp en bild av detta fornminne |
| Dunker 35:1                            | Stensättning            |              | Dunker, Södermanland |        | 59.165178, 16.744858 | 10031700350001 | Ladda upp en bild av detta fornminne |
| Dunker 36:1                            | Stensättning            |              | Dunker, Södermanland |        | 59.167267, 16.742863 | 10031700360001 | Ladda upp en bild av detta fornminne |
| Dunker 38:1                            | Stensättning            |              | Dunker, Södermanland |        | 59.162259, 16.717080 | 10031700380001 | Ladda upp en bild av detta fornminne |
| Östertorp (Dunker 67:1)                | Lägenhetsbebyggelse     |              | Dunker, Södermanland |        | 59.144205, 16.868916 | 10031700670001 | Ladda upp en bild av detta fornminne |
| Dunker 68:1                            | Stensättning            |              | Dunker, Södermanland |        | 59.148066, 16.860291 | 10031700680001 | Ladda upp en bild av detta fornminne |
| Tysktorpet (Dunker 69:1)               | Lägenhetsbebyggelse     |              | Dunker, Södermanland |        | 59.186316, 16.917000 | 10031700690001 | Ladda upp en bild av detta fornminne |
| Mortorp (Dunker 72:1)                  | Lägenhetsbebyggelse     |              | Dunker, Södermanland |        | 59.189581, 16.916335 | 10031700720001 | Ladda upp en bild av detta fornminne |
| Dunker 75:1                            | Stensättning            |              | Dunker, Södermanland |        | 59.186706, 16.897927 | 10031700750001 | Ladda upp en bild av detta fornminne |
| Dunker 75:2                            | Stensättning            |              | Dunker, Södermanland |        | 59.186750, 16.898040 | 10031700750002 | Ladda upp en bild av detta fornminne |
| Lidökna (Dunker 78:1)                  | Lägenhetsbebyggelse     |              | Dunker, Södermanland |        | 59.188563, 16.889548 | 10031700780001 | Ladda upp en bild av detta fornminne |
| Pumpedal (Dunker 79:1)                 | Lägenhetsbebyggelse     |              | Dunker, Södermanland |        | 59.189670, 16.894474 | 10031700790001 | Ladda upp en bild av detta fornminne |
| Brotorp (Dunker 81:1)                  | Lägenhetsbebyggelse     |              | Dunker, Södermanland |        | 59.181431, 16.886019 | 10031700810001 | Ladda upp en bild av detta fornminne |
| Näsbokvarn (Dunker 103:1)              | Kvarn                   |              | Dunker, Södermanland |        | 59.175625, 16.837668 | 10031701030001 | Ladda upp en bild av detta fornminne |
| Vigse berg (Dunker 108:1)              | Fornborg                |              | Dunker, Södermanland |        | 59.158188, 16.802014 | 10031701080001 | Ladda upp en bild av detta fornminne |
| Dunker 109:1                           | Gravfält                |              | Dunker, Södermanland |        | 59.162519, 16.793777 | 10031701090001 | Ladda upp en bild av detta fornminne |
| Dunker 112:1                           | Gravfält                |              | Dunker, Södermanland |        | 59.158342, 16.812813 | 10031701120001 | Ladda upp en bild av detta fornminne |
| Dunker 113:1                           | Stensättning            |              | Dunker, Södermanland |        | 59.154681, 16.854484 | 10031701130001 | Ladda upp en bild av detta fornminne |
| Dunker 114:1                           | Röse                    |              | Dunker, Södermanland |        | 59.139922, 16.895671 | 10031701140001 | Ladda upp en bild av detta fornminne |
| Dunker 116:1                           | Röse                    |              | Dunker, Södermanland |        | 59.135673, 16.908865 | 10031701160001 | Ladda upp en bild av detta fornminne |
| Dunker 116:2                           | Stensättning            |              | Dunker, Södermanland |        | 59.135269, 16.909543 | 10031701160002 | Ladda upp en bild av detta fornminne |
| Dunker 116:4                           | Stensättning            |              | Dunker, Södermanland |        | 59.135025, 16.909152 | 10031701160004 | Ladda upp en bild av detta fornminne |
| Dunker 117:1                           | Gravfält                |              | Dunker, Södermanland |        | 59.146534, 16.859905 | 10031701170001 | Ladda upp en bild av detta fornminne |
| Dunker 118:1                           | Stensättning            |              | Dunker, Södermanland |        | 59.146379, 16.862556 | 10031701180001 | Ladda upp en bild av detta fornminne |
| Dunker 119:1                           | Gravfält                |              | Dunker, Södermanland |        | 59.158913, 16.809572 | 10031701190001 | Ladda upp en bild av detta fornminne |
| Dunker 120:1                           | Gravfält                |              | Dunker, Södermanland |        | 59.151608, 16.853380 | 10031701200001 | Ladda upp en bild av detta fornminne |
| Dunker 121:1                           | Stensättning            |              | Dunker, Södermanland |        | 59.147318, 16.813993 | 10031701210001 | Ladda upp en bild av detta fornminne |
| Dunker 122:1                           | Stensättning            |              | Dunker, Södermanland |        | 59.147002, 16.812490 | 10031701220001 | Ladda upp en bild av detta fornminne |
| Dunker 123:1                           | Stensättning            |              | Dunker, Södermanland |        | 59.149608, 16.801709 | 10031701230001 | Ladda upp en bild av detta fornminne |
| Dunker 123:2                           | Stensättning            |              | Dunker, Södermanland |        | 59.149598, 16.802054 | 10031701230002 | Ladda upp en bild av detta fornminne |
| Dunker 124:1                           | Stensättning            |              | Dunker, Södermanland |        | 59.139573, 16.807079 | 10031701240001 | Ladda upp en bild av detta fornminne |
| Dunker 125:1                           | Gravfält                |              | Dunker, Södermanland |        | 59.149699, 16.799504 | 10031701250001 | Ladda upp en bild av detta fornminne |
| Dunker 126:1                           | Gravfält                |              | Dunker, Södermanland |        | 59.147713, 16.791251 | 10031701260001 | Ladda upp en bild av detta fornminne |
| Dunker 132:1                           | Stensättning            |              | Dunker, Södermanland |        | 59.167374, 16.866434 | 10031701320001 | Ladda upp en bild av detta fornminne |
| Dunker 132:3                           | Stensättning            |              | Dunker, Södermanland |        | 59.167479, 16.866187 | 10031701320003 | Ladda upp en bild av detta fornminne |
| Dunker 133:1                           | Stensättning            |              | Dunker, Södermanland |        | 59.166950, 16.870911 | 10031701330001 | Ladda upp en bild av detta fornminne |
| Dunker 133:2                           | Stensättning            |              | Dunker, Södermanland |        | 59.166892, 16.870658 | 10031701330002 | Ladda upp en bild av detta fornminne |
| Dunker 133:3                           | Stensättning            |              | Dunker, Södermanland |        | 59.166949, 16.870447 | 10031701330003 | Ladda upp en bild av detta fornminne |
| Dunker 134:1                           | Hög                     |              | Dunker, Södermanland |        | 59.166083, 16.877032 | 10031701340001 | Ladda upp en bild av detta fornminne |
| Dunker 134:2                           | Stensättning            |              | Dunker, Södermanland |        | 59.166006, 16.876929 | 10031701340002 | Ladda upp en bild av detta fornminne |
| Dunker 134:3                           | Stensättning            |              | Dunker, Södermanland |        | 59.166066, 16.877275 | 10031701340003 | Ladda upp en bild av detta fornminne |
| Dunker 148:1                           | Fornborg                |              | Dunker, Södermanland |        | 59.200773, 16.917345 | 10031701480001 | Ladda upp en bild av detta fornminne |
| Dunker 149:1                           | Gravfält                |              | Dunker, Södermanland |        | 59.160541, 16.705400 | 10031701490001 | Ladda upp en bild av detta fornminne |
| Dunker 164:1                           | Stensättning            |              | Dunker, Södermanland |        | 59.163905, 16.839827 | 10031701640001 | Ladda upp en bild av detta fornminne |
| Dunker 166:1                           | Stensättning            |              | Dunker, Södermanland |        | 59.164885, 16.697104 | 10031701660001 | Ladda upp en bild av detta fornminne |
| Dunker 178:1                           | Stensättning            |              | Dunker, Södermanland |        | 59.161601, 16.852594 | 10031701780001 | Ladda upp en bild av detta fornminne |
| Torrbotorp (Dunker 179:1)              | Lägenhetsbebyggelse     |              | Dunker, Södermanland |        | 59.176776, 16.773162 | 10031701790001 | Ladda upp en bild av detta fornminne |
| Dunker 189:1                           | Stensättning            |              | Dunker, Södermanland |        | 59.166554, 16.735598 | 10031701890001 | Ladda upp en bild av detta fornminne |
| Dunker 190:1                           | Stensättning            |              | Dunker, Södermanland |        | 59.160697, 16.726162 | 10031701900001 | Ladda upp en bild av detta fornminne |
| Nedragårdens soldattorp (Dunker 192:1) | Lägenhetsbebyggelse     |              | Dunker, Södermanland |        | 59.171547, 16.719240 | 10031701920001 | Ladda upp en bild av detta fornminne |
| Dunker 195:1                           | Stensättning            |              | Dunker, Södermanland |        | 59.153792, 16.704027 | 10031701950001 | Ladda upp en bild av detta fornminne |
| Dunker 251:1                           | Grav- och boplatsområde |              | Dunker, Södermanland |        | 59.163849, 16.849929 | 10031702510001 | Ladda upp en bild av detta fornminne |
| Näs soldattorp (Dunker 252:1)          | Lägenhetsbebyggelse     |              | Dunker, Södermanland |        | 59.171623, 16.844495 | 10031702520001 | Ladda upp en bild av detta fornminne |
| Helgstenö (Dunker 253:1)               | Lägenhetsbebyggelse     |              | Dunker, Södermanland |        | 59.175121, 16.839203 | 10031702530001 | Ladda upp en bild av detta fornminne |
| Wästgöttorp,Riddartorp (Dunker 276:1)  | Lägenhetsbebyggelse     |              | Dunker, Södermanland |        | 59.201307, 16.922805 | 10031702760001 | Ladda upp en bild av detta fornminne |
| Dunker 285:1                           | Lägenhetsbebyggelse     |              | Dunker, Södermanland |        | 59.194102, 16.809468 | 10031702850001 | Ladda upp en bild av detta fornminne |
| Hökkärr (Dunker 286:1)                 | Lägenhetsbebyggelse     |              | Dunker, Södermanland |        | 59.193581, 16.813938 | 10031702860001 | Ladda upp en bild av detta fornminne |
| Stenkulla (Dunker 298:1)               | Lägenhetsbebyggelse     |              | Dunker, Södermanland |        | 59.126849, 16.859096 | 10031702980001 | Ladda upp en bild av detta fornminne |
| Dunker 312:1                           | Stensättning            |              | Dunker, Södermanland |        | 59.149574, 16.794701 | 10031703120001 | Ladda upp en bild av detta fornminne |
| Lundbys soldattorp (Dunker 313:1)      | Lägenhetsbebyggelse     |              | Dunker, Södermanland |        | 59.141099, 16.795362 | 10031703130001 | Ladda upp en bild av detta fornminne |
| Dunker 315:1                           | Stensättning            |              | Dunker, Södermanland |        | 59.169055, 16.832378 | 10031703150001 | Ladda upp en bild av detta fornminne |
| Dunker 337:1                           | Stensättning            |              | Dunker, Södermanland |        | 59.160836, 16.740665 | 10031703370001 | Ladda upp en bild av detta fornminne |
| Ickorntorp (Dunker 359:1)              | Lägenhetsbebyggelse     |              | Dunker, Södermanland |        | 59.194369, 16.792370 | 10031703590001 | Ladda upp en bild av detta fornminne |
| Rölstgan (Dunker 525)                  | Lägenhetsbebyggelse     |              | Dunker, Södermanland |        | 59.161800, 16.776375 | 12000000008586 | Ladda upp en bild av detta fornminne |
| Rökärr (Dunker 557)                    | Lägenhetsbebyggelse     |              | Dunker, Södermanland |        | 59.176426, 16.767027 | 12000000008636 | Ladda upp en bild av detta fornminne |
| Näsåker (Dunker 609)                   | Lägenhetsbebyggelse     |              | Dunker, Södermanland |        | 59.208909, 16.823357 | 12000000008830 | Ladda upp en bild av detta fornminne |
| Torpet Qvarnen (Dunker 815)            | Lägenhetsbebyggelse     |              | Dunker, Södermanland |        | 59.175236, 16.836204 | 12000000045581 | Ladda upp en bild av detta fornminne |
| Dunker 899                             | Stensättning            |              | Dunker, Södermanland |        | 59.147063, 16.845710 | 12000000114216 | Ladda upp en bild av detta fornminne |
| Dunker 903                             | Stensättning            |              | Dunker, Södermanland |        | 59.147756, 16.845955 | 12000000114224 | Ladda upp en bild av detta fornminne |
| Dunker 905                             | Stensättning            |              | Dunker, Södermanland |        | 59.146650, 16.843920 | 12000000114227 | Ladda upp en bild av detta fornminne |
| Dunker 906                             | Stensättning            |              | Dunker, Södermanland |        | 59.147061, 16.845185 | 12000000114228 | Ladda upp en bild av detta fornminne |
| Dunker 907                             | Stensättning            |              | Dunker, Södermanland |        | 59.147430, 16.846490 | 12000000114229 | Ladda upp en bild av detta fornminne |